# Libčeves
Libčeves (en allemand : Liebshausen) est une ville du district de Louny, dans la région d'Ústí nad Labem, en Tchéquie. Sa population s'élevait à 943 habitants en 2021.

## Géographie
Libčeves se trouve dans la partie sud-ouest des hauts-plateaux de Bohême centrale (České Středohoří), à 12 km au nord-nord-est de Louny, à 28 km au sud-ouest d'Ústí nad Labem et à 60 km au nord-ouest de Prague.
La commune est limitée par Měrunice et Hrobčice au nord, par Třebívlice, Želkovice et Děčany à l'est, par Chožov et Chraberce au sud, par Raná au sud-ouest, et par Bělušice et Kozly à l'ouest.

## Histoire
Le lieu est fondé vers l'an 1200, lorsque la région faisait partie du royaume de Bohême. Les fondements de l'église paroissiale ont été jetés dans les années 1220 et un certain propriétaire foncier Protivec de Lubschenecz apparaît dans une charte de l'année 1251. La première mention écrite du village date de 1295. Au milieu du XVe siècle, la propriété passe à la noble famille des Lobkowicz.
Au XVIIe siècle, les dévastations de la guerre de Trente Ans incitent un afflux de nouveaux habitants, dont la majorité a été germanophone (« Allemands des Sudètes »). Par suite de l'abolition du servage dans la Bohême, en 1781, des verreries, des distilleries et un établissement jardinier ont été établis dans la seigneurie. Après la Seconde Guerre mondiale, la population germanophone était expulsée conformément aux décrets Beneš et la propriété des Lobkowicz fut nationalisée sous la régime communiste.

## Patrimoine

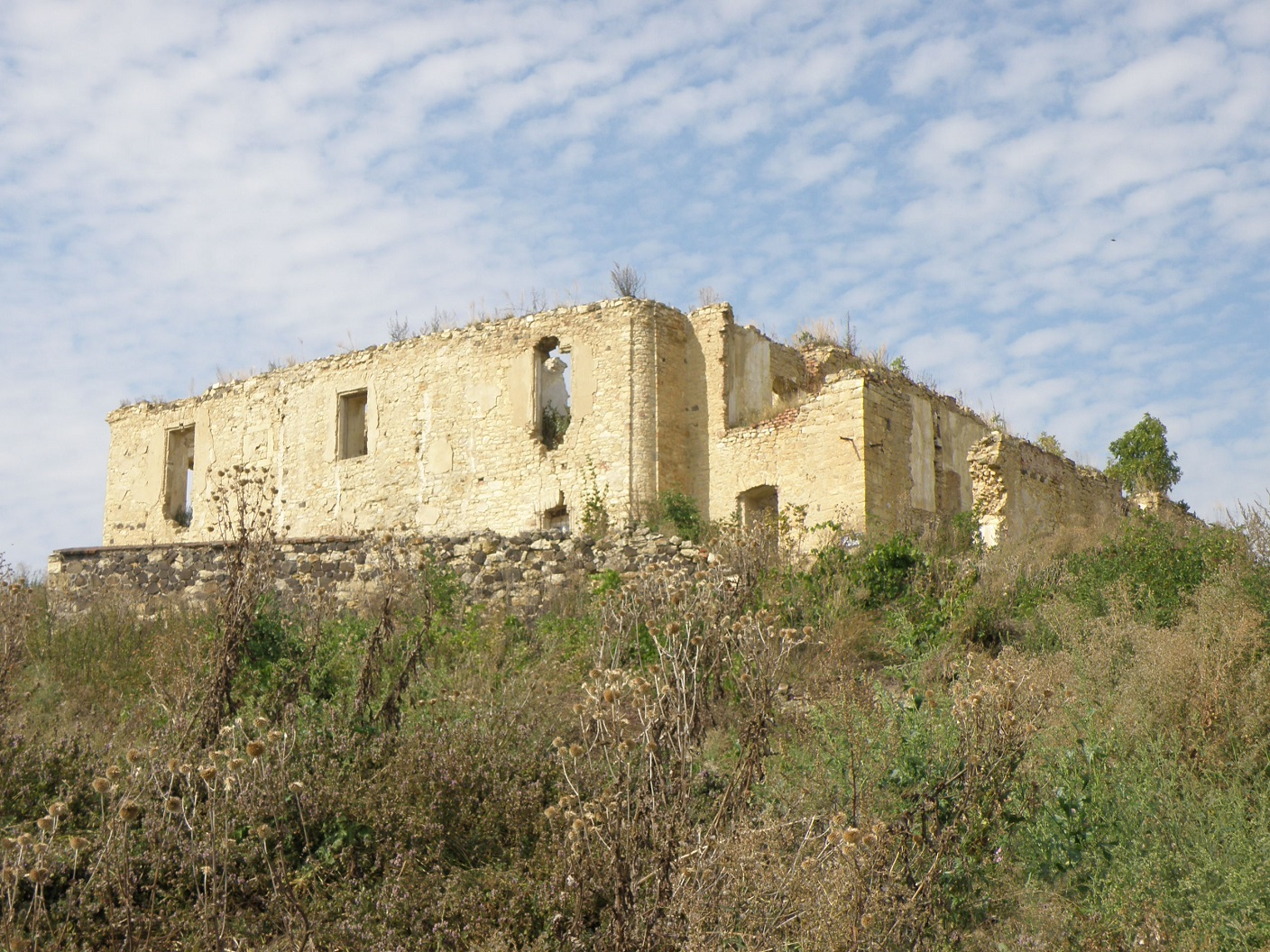
Ruines du château.
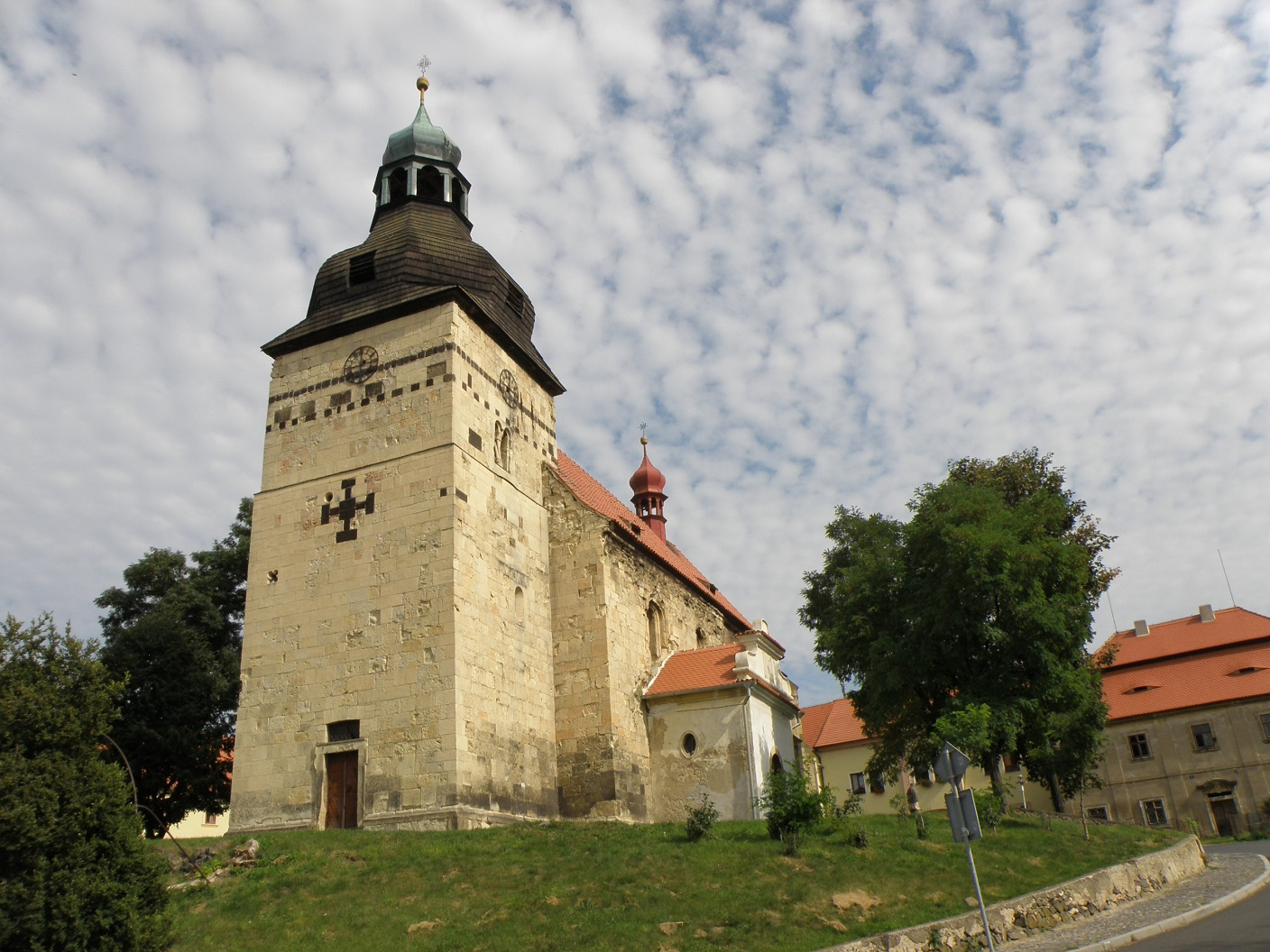
Église de la Décapitation de Saint-Jean-Baptiste.

## Transports
Par la route, Libčeves se trouve à 14 km de Louny, à 18 km de Most, à 39 km d'Ústí nad Labem et à 77 km de Prague.

## Personaalités
- Antonio Casimir Cartellieri (1772-1807), compositeur, violoniste et chef d'orchestre au service des Lobkowicz, décédé à Liebshausen.